# Gabii
Gabii (łac. Gabinus, wł. Diocesi di Gabi) – stolica historycznej diecezji w Italii erygowanej około roku 450, a skasowanej około roku 890.
Współczesne miasto Monte Compatri w prowincji Rzym we Włoszech. Obecnie katolickie biskupstwo tytularne ustanowione w 1966 przez papieża Pawła VI.

## Biskupi tytularni
| Lp. | Biskup                      | Funkcja                                                | Od                   | Do                  |
| --- | --------------------------- | ------------------------------------------------------ | -------------------- | ------------------- |
| 1   | Bryan Joseph McEntegart     | emerytowany biskup Brooklynu (USA)                     | 15 lipca 1968        | 30 września 1968    |
| 2   | James Thomas Gibbons Hayes  | emerytowany biskup Cagayan de Oro (Filipiny)           | 13 października 1970 | 2 grudnia 1970      |
| 3   | Georges Rol                 | biskup koadiutor Angoulême (Francja)                   | 23 lutego 1973       | 1 lipca 1975        |
| 4   | John Joseph Thomas Ryan     | biskup koadiutor Ordynariatu Polowego (USA)            | 4 listopada 1975     | 9 października 2000 |
| 5   | Augustinho Petry            | biskup koadiutor Ordynariat Polowy Brazylii (Brazylia) | 27 grudnia 2000      | 14 listopada 2007   |
| 6   | Sebastián Taltavull Anglada | biskup pomocniczy Barcelony (Hiszpania)                | 28 stycznia 2009     | 19 września 2017    |
| 7   | Paolo Ricciardi             | biskup pomocniczy Rzymu (Włochy)                       | 23 listopada 2017    | 28 stycznia 2025    |